# 随机数字拨号
隨機數字撥號是一種電話社会统计调查方法，調查人員通過隨機生成電話號碼來撥通受訪者的電話號碼。因為通常調查人員會根據電話簿的號碼來撥通受訪者電話，隨機數字撥號的優點在於調查人員可以撥打未列入電話簿的號碼，這樣就能擴大樣本的覆蓋面。随机数字拨号一般用於選舉前的舆论调查。